# Patrick Spaziante
Patrick Spaziante o Spaz (...) è un illustratore e fumettista statunitense, noto per il suo lavoro alla Archie Comics, in particolare per le copertine realizzate per Sonic the Hedgehog, Sonic X e Sonic Universe.
È noto anche per il suo lavoro sulle Teenage Mutant Ninja Turtles della Dreamwave Productions, Avatar: The Last Airbender della Nickelodeon Comics e Muties della Marvel Comics, nonché il suo lavoro di illustratore dei libri per bambini della Simon & Schuster.

## Carriera
Spaziante era membro di un gruppo insieme a Ken Penders e Steven Butler conosciuto collettivamente come "The Sonic Team"
(per non essere confuso con il "Sonic Team", i creatori originali del franchise), a causa del loro lavoro esteso sulla serie.
Il trio intervistato con Offenberger mentre si avvicinavano al 150° albo della serie Sonic the Hedgehog
Nell'intervista, Spaz ha parlato dei primi anni trascorsi come un up-and-coming artista di fumetti con Archie Comics e che cosa era come fare il suo modo di salire.
Il primo albo che gli viene attribuito per la progettazione dell'illustrazione di copertina è stato Sonic the Hedgehog #21 (aprile 1995). Quel numero è stato il primo a introdurre EVE (Exceptionally Versatile Evolvanoid), che divenne un personaggio ricorrente di quella serie. Spaziante ha anche lavorato su Sonic the Hedgehog #25 (agosto 1995), che è stato adattato direttamente da Sonic CD, rilasciato due anni prima della pubblicazione di quel fumetto.
Le altre opere di Spaziante includono Mega Man della Archie Comics e Transformers le Tartarughe Ninja per la Dreamwave Productions, le miniserie Muties per Marvel Comics e Avatar: The Last Airbender per Nickelodeon Comics, che si basava sull'omonima serie televisiva.
Spaziante ha anche lavorato sui libri per bambini di Simon & Schuster, in particolare la serie Olivia e il libro di Avatar Book Through The Kingdom of the Earth.

### Ricezione critica
Rafael Gaitan, che ha esaminato il Mega Man #2 per il Comics Bulletin, ha trovato le matite di Spaziante "pulite e strette", lodandole per  il fatto che catturano con precisione l'aspetto del videogioco e lo stile d'azione ispirato al manga.Penny Kenny del bollettino dei fumetti, rivedendo Mega Man Volume 1: Lasciate che i giochi inizino la carta di scambio commerciale, chiamata opera d'arte del libro "dinamico ed espressivo", lodando la chiarezza delle sue sequenze